# Bernard Aryee

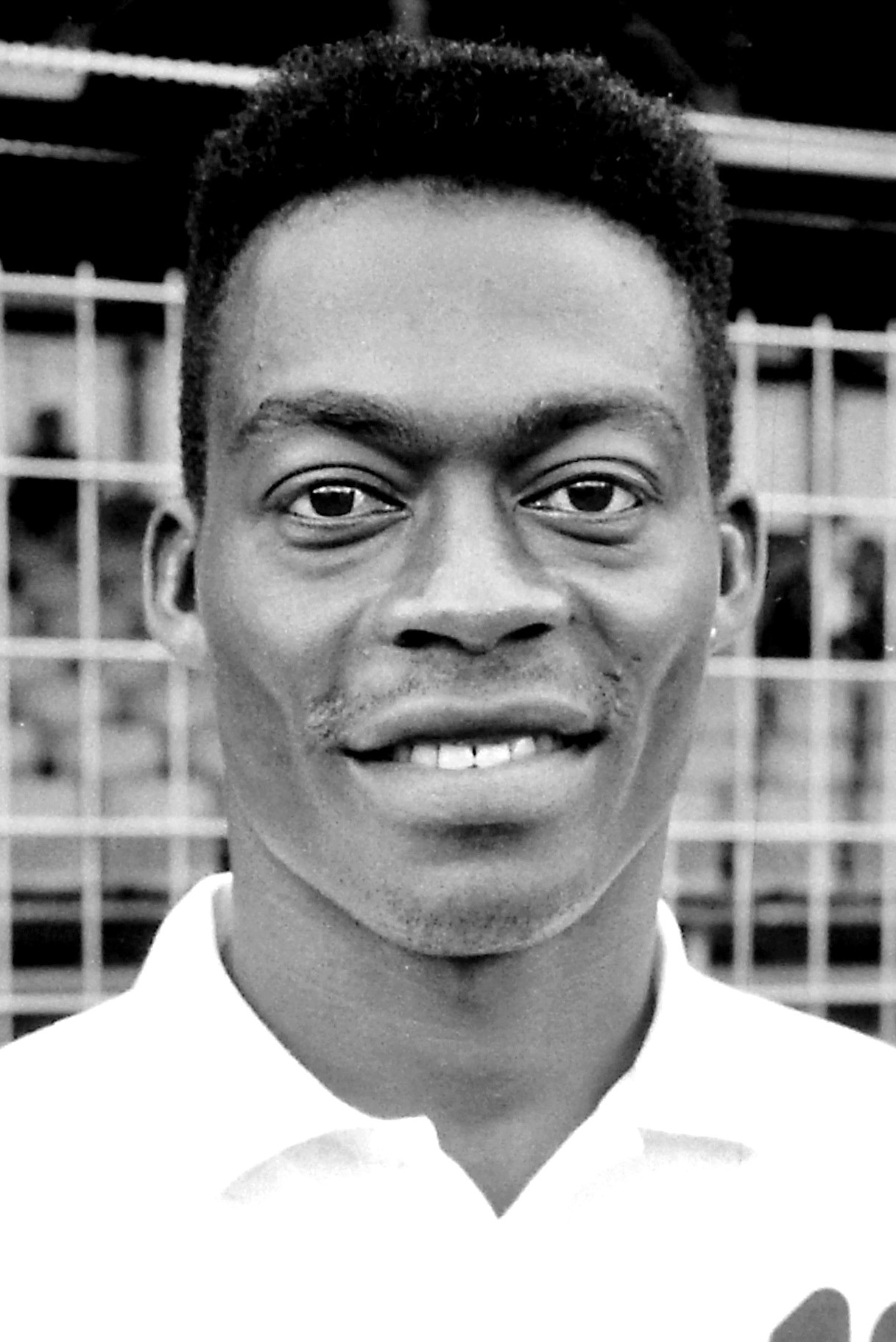
Bernard Aryee

Bernard Aryee, född den 23 april 1973, är en ghanansk fotbollsspelare som tog OS-brons i herrfotbollsturneringen vid de olympiska sommarspelen 1992 i Barcelona. 